# Zoo (magazine, 2004)
Zoo le Mag
Pour les articles homonymes, voir Zoo.
Ne doit pas être confondu avec Zoo (magazine, 1997).
ZOO (Zoo le Mag) est un magazine culturel gratuit spécialisé dans la critique de bande dessinée. Il est bimestriel et paraît la deuxième semaine de chaque mois impair. Chaque numéro est distribué à près de 100 000 exemplaires en version papier chez plus de 600 dépositaires en France et en Belgique, et téléchargeable gratuitement au format pdf sur le site web.
ZOO est membre adhérent de l'OJD depuis 2009.

## Contenu rédactionnel
ZOO est composé d’une équipe mixte d’amateurs et de professionnels de la bande dessinée et de diverses sphères connexes. Son contenu comprend :
- Un thème de couverture
- Des rubriques consacrées directement à la bande dessinée (Actu BD, BD Jeunesse, Comics, Manga, Agenda News, Redécouverte, Sexe & BD…)
- Des rubriques « passerelles » entre la bande dessinée et d’autres sujets culturels (cinéma, arts, jeux vidéo…)
- Des strips et des planches d’auteurs connus (Fabcaro, Jean-Luc Coudray, Nicolas Poupon, Tibo Soulcié, Davy Mourier…) ou non.
- De nombreux articles sur la bande dessinée, les sorties de films et DVD, les jeux vidéo et les évènements liés au neuvième art.

La ligne éditoriale de Zoo privilégie la critique ou les analyses de fond. Des grilles de lectures variées sont utilisées pour décrypter ou approfondir les réflexions et les intentions des albums qui font l’actualité. Une place importante est accordée au patrimoine et à l’histoire du neuvième art ; Des historiens ou des spécialistes de sujets pointus interviennent régulièrement dans les pages du magazine.
Le magazine revendique son indépendance et sa liberté de ton en dépit de sa gratuité. Il n’est d’ailleurs pas rare que ses articles soient à contre-courant par rapport aux médias de masse ou aux autres magazines spécialisés.
Chaque année le magazine organise les « Zoopportunités », conjointement avec le Festival international de la bande dessinée d'Angoulême. L’évènement consiste à faire rencontrer de jeunes auteurs présélectionnés par le comité de rédaction du magazine à un très large éventail d’éditeurs.

## Histoire

### À l’origine, une revue de cinéma (1997-2000)
Initialement, ZOO est un périodique d’une quarantaine de pages consacré au cinéma. Créée en octobre 1997, la revue lancée par Éric Borg (aujourd’hui scénariste de bande dessinée pour KSTR), est d'abord gratuite (8 numéros), puis devient payante (10 francs) à partir d'octobre 1999 avec une nouvelle formule sous-titrée « cinémas en liberté » (6 numéros). Sa publication cesse fin 2000 (Éric Borg poursuit alors l’aventure avec le titre Cinéastes).

### ZOO renaît une première fois et s’oriente vers la BD (2004-2005)
En 2004, Éric Borg fait renaître une deuxième fois le titre ZOO. Désormais axé sur la bande dessinée, avec un nouveau logo (proche de l’actuel) et sous format tabloïd, ZOO est sous-titré « bd & idées ». Il est vendu 1,90 € en kiosques. Il comprend 16 pages et aborde la bande dessinée de façon novatrice en la plaçant comme élément culturel d’importance dans la société, au même titre que la peinture ou la musique. Dès le numéro 2 (15 juillet - 14 septembre 2004), le sous-titre devient « culture & BD ». Cette formule comprendra 4 numéros plus un numéro spécial gratuit sorti à l’occasion du Festival d'Angoulême 2005. Ce dernier préfigure la suite de ZOO.

### ZOO, formule gratuite sous Éric Borg (2005-2007)
Quelques mois après, en juin 2005, ZOO bouscule la presse BD en optant pour une formule gratuite distribuée en librairies et points de vente spécialisés en bande dessinée. ZOO est d'abord sous-titré « le premier culturel BD », puis « le premier culturel BD GRATUIT » à partir du numéro 3. Le logo est inclus dans une bulle de BD rouge – logo encore utilisé aujourd’hui – et la gratuité du magazine est symbolisée par une étoile rouge au centre de laquelle « 0 € » est écrit en blanc. Le magazine fait 32 pages et paraît tous les deux mois. Les rubriques de cette formule augurent de la version actuelle : Ciné & BD, Livres & BD, Art & BD, Ziq & BD, Jeux & BD… Au total, 9 numéros, plus un hors-série consacré à Japan Expo 2006, paraissent jusqu’à janvier 2007. Le magazineest aussi un des partenaires du festival Palais de la BD qui se tient alors à la Conciergerie.

### ZOO, formule gratuite sous Olivier Thierry (2007-2018)
Éric Borg ayant mis le titre ZOO en vente en juin 2007, Olivier Thierry, ancien directeur de la publication de la revue spécialisée en comics Scarce, se porte acquéreur dès le mois de juillet. Olivier Pisella, ancien collaborateur d’Éric Borg sur les magazines BD ZOO et Bang!, devient rédacteur en chef adjoint. En novembre, ZOO est de nouveau de retour, dans la lignée des numéros précédents, reprenant la numérotation là où elle s’était arrêtée. La couverture du numéro 10, titrée « ZOO revient ! », est un clin d’œil sur le retour de ZOO le magazine, et  la série de bande dessinée du même nom de Philippe Bonifay et Frank Pé.
Sous Olivier Thierry, le magazine voit la création de nouvelles rubriques (Internet & BD, BD Jeunesse, Comics, Manga, Redécouverte, Agenda news, Strips & Planches…). Son papier, notamment de couverture, s’est amélioré qualitativement, et sa pagination semble s’être stabilisée à 52 pages (avec des étapes intermédiaires à 32, 60 et 68 pages).
La tagline du magazine change par deux fois :
- « pour une approche culturelle et ludique de la bande dessinée » (numéro 18, mars-avril 2009)
- « le premier magazine culturel sur la BD et les arts visuels » (numéro 19, mai-juin 2009).

### ZOO repris par Culture BD (juin 2018)
En juin 2018, le site Culture BD rachète Zoo, et Nicolas Gouju, issu du monde de la finance, succède à Olivier Thierry à la tête de la structure.
En 2019, Zoo se lance dans le financement participatif pour développer le magazine. En mai-juin 2020, le magazine parait uniquement en ligne, à cause de la pandémie et du confinement.